# Moncetz-l’Abbaye
Moncetz-l’Abbaye – miejscowość i gmina we Francji, w regionie Grand Est, w departamencie Marna.
Według danych na rok 1990 gminę zamieszkiwały 102 osoby, a gęstość zaludnienia wynosiła 15 osób/km².